# Аліче Вольпі
Аліче Вольпі (італ. Alice Volpi, нар. 15 квітня 1992, Сієна, Італія) — італійська фехтувальниця на рапірах, срібна призерка Олімпійських ігор 2024 року, бронзова призерка Олімпійських ігор 2020 року, дворазова чемпіонка світу та Європи.

## Кар'єра
Народилася 1992 року в Сієні, де у вісім років почала займатися фехтуванням.
У 2015 році взяла участь у перших в історії Європейських іграх, де перемогла в особистому турнірі, та здобула бронзу разом з командою.
Свою першу серйозну медаль на дорослому рівні здобула у 2016 році на чемпіонаті Європи, де разом з командою стала другою. Наступний сезон став ще вдалішим. На чемпіонаті Європи вона завоювала особисту бронзу, а на чемпіонаті світу стала віце-чемпіонкою, поступишись у фіналі росіянці Інні Дериглазовій одним уколом. Окрім цього Вольпі у складі команди стала чемпіонкою Європи та світу.
У 2018 році спортсменці вдалося повторити свій результат на чемпіонаті Європи, а також вона вперше в кар'єрі стала чемпіонкою світу в особистій першості, здолавши у фіналі Ізаору Тібус. Разом з командою Аліче здобула лише срібну нагороду, поступившись у фіналі збірній США.

## Виступи на Олімпіадах
| Олімпіада  | Дисципліна           | Місце |
| ---------- | -------------------- | ----- |
| Токіо 2020 | індивідуальна рапіра | 4     |
| Токіо 2020 | командна рапіра      | 3     |
| Париж 2024 | індивідуальна рапіра | 4     |
| Париж 2024 | командна рапіра      | 2     |